# Sailly-Labourse

Sailly-Labourse este o comună în departamentul Pas-de-Calais, Franța. În 1 ianuarie 2022 avea o populație de 2.535 de locuitori.